# Joachim Otto Schack-Rathlou
Joachim Otto Schack-Rathlou (født 13. juli 1728 på Juellinge, død 7. juni 1800 på Rathlousdal) var en dansk politiker og statsmand. Han blev født på Juellinge ved Fakse, men mistede tidligt sine forældre, og blev opdraget af slægtninge, der sørgede for en universitetsuddannelse i København supleret med rejser i udlandet.
Han blev kammerjunker i 1755 hos den senerere Christian 7., og højesteretsdommer i 1757. I 1758 blev han gift med Øllegaard Charlotte Juul. I slutningen af 1760'erne var han deputeret i finanskollegiet samtidig med, at han sad i generaltoldkamret. Han blev afskediget, da Johann Friedrich Struensee tog magten i 1770, og flyttede til Århus.
Joachim Otto Schack arvede i 1771 herregårdene Rathlousdal og Gersdorffslund ved Odder (Hads Herred), og kaldte sig først fra da af Schack-Rathlou.
Han vendte tilbage til København efter Struensees fald i 1772, og han blev et indflydelsesrigt medlem af Gehejmestatsrådet. Han havde stor indflydelse på mageskiftet med Rusland i 1773, og indfødsretsloven i 1776 som han gennemførte i samarbejde med Ove Høegh-Guldberg.
- Skoleherre for Herlufsholm
- Patron for Københavns Universitet
- Præsident for Danske Kancelli

Schack-Rathlou var modstander af landboreformerne, og han trak sig tilbage efter stavnsbåndets ophævelse i 1788, og vendte tilbage til Rathlousdal.